# Jacques Tillieu
 (octobre 2022).
Jacques Tillieu, né le 12 juin 1924 à Paris où il est mort le 3 octobre 2011, est professeur d'université en Physique théorique. Il est de 1964 à 1967 le doyen de la Faculté des Sciences de Lille.

## Biographie
En 1957, à la Faculté des sciences de l'Université de Paris, il obtient son docteur en sciences physiques intitulé "Contribution à l'étude théorique des susceptibilités magnétiques moléculaires". Il fit l'ensemble de sa carrière universitaire dans le Nord de la France à Amiens et Lille. Il est, de 1964 à 1967, doyen de la Faculté des Sciences de Lille.
Il a fondé le laboratoire de physique théorique de l'Université de Lille qu’il a dirigé jusqu’à son départ à la retraite. Il a créé à Lille plusieurs cours :  physique théorique,  relativité,  théorie des groupes, il a rénové ceux de thermodynamique.